# أحمد الحيفي
أحمد الحيفي، لاعب كرة قدم يمني يلعب حالياً في نادي النهضة.
لعب سابقاً مع نادي اليرموك ونادي ظفار العماني ونادي أهلي صنعاء ووقع مع نادي الخريطيات مطلع عام 2018م
بعد قرار الاتحاد القطري لكرة القدم باعتبار اللاعب اليمني كلاعب مقيم في الدوري القطري.